# Silent 700

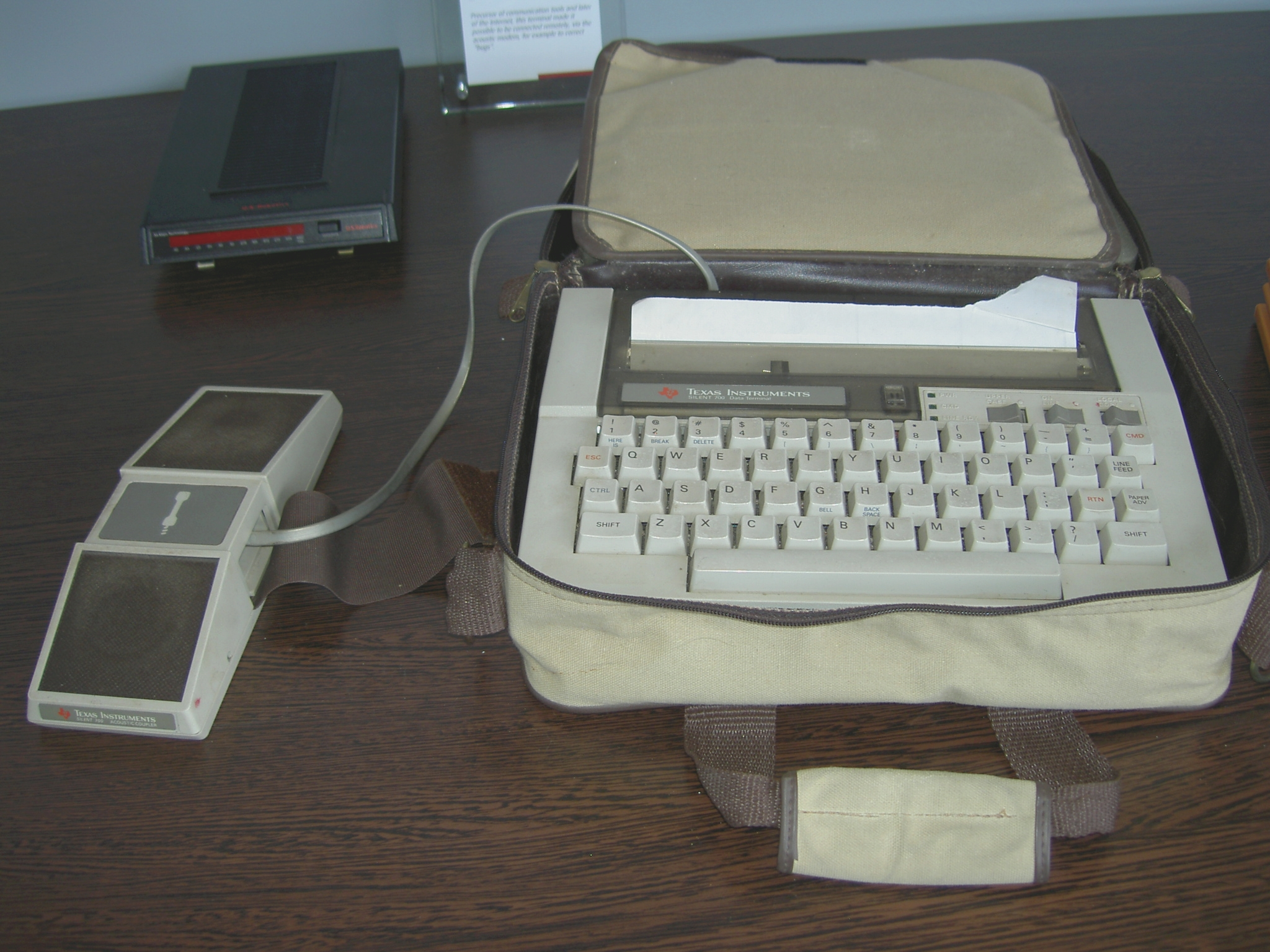
Terminal TI Silent Writer 700

Construit au début des années 1970 par la firme Texas Instruments, le Silent 700 a constitué une tentative ambitieuse de dépassement du télétype ASCII ASR-33 (en).

## Les origines du projet
À la fin des années 1960 n'existaient que deux grands types de consoles utilisant le papier.
Le premier était le télétype ASR-33 (Asynchronous Send-Receive), lent (10 caractères par seconde), extrêmement bruyant, et d'emploi peu commode : il ne comportait que des majuscules, et le cylindre portant les caractères venait imprimer ceux-ci plusieurs centaines de millisecondes après la frappe des touches, demandant d'ailleurs des pressions importantes, car le terminal était entièrement électromécanique. Il possédait un lecteur-perforateur de ruban dont était dépourvu son cousin moins répandu, le KSR-33 (Keyboard-only Send-Receive).
Le second était le terminal à boule Selectric (en) d'IBM (par exemple le 2741 (en), qui avait la commodité et le silence (relatif !) d'une machine à écrire quand il était en marche et un silence total au repos, un jeu de caractères complet avec majuscules et minuscules, une possibilité de changer à tout moment de boule pour modifier la police de caractères utilisée, une bufferisation, et une vitesse de 15 caractères par seconde. Cependant ce terminal était cher, était une exclusivité IBM, et fonctionnait par ailleurs en EBCDIC.

## La réponse de Texas Instruments
La société Texas se proposa alors la réalisation d'un terminal :
- silencieux
- ASCII
- électronique plutôt qu'électromécanique
- dont le lecteur-perforateur de ruban papier serait remplacé par deux cassettes magnétiques. Le terminal devenait donc optionnellement utilisable pour effectuer de la saisie hors connexion.

Seul revers de la médaille, le silence d'impression exigeait le recours à du papier thermique, plus onéreux que le papier ordinaire et de conservation plus délicate.
Ce terminal fut commercialisé sous le nom de Silent 700 et avait une vitesse d'impression de 30 caractères par seconde. Étant très léger, il fut rapidement proposé en version portable équipée d'un coupleur acoustique permettant la transmission à 300 bits par seconde sur des lignes acoustiques ordinaires (chaque octet étant accompagné de 2 ou 3 bits start/stop selon l'option retenue pour le contrôle de parité)

## Fin de vie
Le Silent 700 fut toutefois concurrencé rapidement par des terminaux construits à partir de l'imprimante Diablo (en) de Xerox (imprimante à marguerite interchangeable), certes moins silencieux, mais aussi rapide et imprimant pour sa part sur du papier ordinaire avec une impression de qualité machine à écrire (y compris les possibilités de suppression, d'espacements horizontaux et verticaux contrôlés au 1/120e de pouce, et de caractères gras par impression multiple.